# Proteinsko sortiranje
Proteinsko sortiranje je mehanizam kojim ćelija transportuje proteine do odgovarajućih pozicija u ćeliji ili van ćelije. Sortiranje ciljeva se može odvijati u unutrašnjosti organela, na nekoj od unutrašnjih membrana, ćelijskoj spoljašnjoj membrani, ili u spoljašnjem prostoru putem sekrecije. Ovaj proces isporuke se izvodi na bazi informacija sadržanih u proteinu. Korektno sortiranje je presudno za ćeliju. Greške u sortiranju dovode do bolesti.

## Signali sortiranja
Signali sortiranja su informacije koje omogućavaju mašineriji ćelijskog transporta da korektno postavi protein unutar ili izvan ćelije. Te informacije su sadržane u polipeptidnom lancu ili savijenom proteinu. Neprekidni segmenti aminokiselinskih ostataka koji omogućavaju sortiranje se naziva signalni peptidi ili sortirajući peptidi. Postoje dva tipa sortirajućih peptida, presekvence i unutrašnji sortirajući peptidi. Presekvence sortirajućih peptida se često nalaze na N-terminalnom kraju, i sastoje se od 6-136 baznih i hidrofobnih aminokiselina. U slučaju peroksizoma, sortirajuće sekvence su uglavnom na C-terminusu. Drugi signali se sastoje od delova koji su razdvojeni u primarnoj sekvenci. Da bi funkcionisale, te komponente moraju da zajedno izađu na površinu proteina prilikom savijanja. One se nazivaju signalnim oblastima. Osim toga, proteinske modifikacije, poput glikozilacije, mogu da indukuju sortiranje.

## Spoljašnje veze
- Protein+Transport на 